# Filippo Ciampanelli
Filippo Ciampanelli (Novara, 30 luglio 1978) è un vescovo cattolico italiano, dal 15 aprile 2024 sottosegretario del Dicastero per le Chiese orientali e dal 12 gennaio 2025 vescovo titolare di Acque di Mauritania.

## Biografia

### Formazione e ministero sacerdotale
Dopo aver frequentato il seminario vescovile di Novara è stato ordinato sacerdote dall'allora vescovo di Novara Renato Corti (poi cardinale) a Novara il 21 giugno 2003. Dopo l'ordinazione ha proseguito presso la Pontificia Università Gregoriana a Roma, conseguendo il dottorato in teologia.
È entrato nel servizio diplomatico della Santa Sede il 1º luglio 2009, dopo aver frequentato i corsi della Pontificia Accademia Ecclesiastica. È stato poi impiegato come segretario di nunziatura in Georgia, Armenia e Azerbaigian e in Bielorussia.
Successivamente ha prestato servizio presso la sezione per gli affari generali della Segreteria di Stato  leggendo in alcune occasioni le catechesi e i discorsi di papa Francesco, quando il pontefice era impossibilitato a causa della sua salute dal 2015 fino al 15 aprile 2024, quando è stato nominato da papa Francesco sottosegretario del Dicastero per le Chiese orientali.

### Ministero episcopale
Il 12 gennaio 2025 papa Francesco lo ha elevato alla dignità episcopale, nominandolo vescovo titolare di Acque di Mauritania. Ha ricevuto l'ordinazione episcopale il 19 febbraio seguente, nella basilica di San Pietro in Vaticano, dal cardinale Claudio Gugerotti, prefetto del Dicastero per le Chiese orientali, co-consacranti l'arcivescovo Edgar Peña Parra, sostituto per gli affari generali della Segreteria di Stato, e il vescovo di Novara Franco Giulio Brambilla.

## Genealogia episcopale
La genealogia episcopale è:
- Cardinale Scipione Rebiba
- Cardinale Giulio Antonio Santori
- Cardinale Girolamo Bernerio, O.P.
- Arcivescovo Galeazzo Sanvitale
- Cardinale Ludovico Ludovisi
- Cardinale Luigi Caetani
- Cardinale Ulderico Carpegna
- Cardinale Paluzzo Paluzzi Altieri degli Albertoni
- Papa Benedetto XIII
- Papa Benedetto XIV
- Papa Clemente XIII
- Cardinale Enrico Benedetto Stuart
- Papa Leone XII
- Cardinale Chiarissimo Falconieri Mellini
- Cardinale Camillo Di Pietro
- Cardinale Mieczysław Halka Ledóchowski
- Cardinale Jan Maurycy Paweł Puzyna de Kosielsko
- Arcivescovo Józef Bilczewski
- Arcivescovo Bolesław Twardowski
- Arcivescovo Eugeniusz Baziak
- Papa Giovanni Paolo II
- Cardinale Claudio Gugerotti
- Vescovo Filippo Ciampanelli